# カナダの夕陽
「カナダの夕陽」（カナダのゆうひ、英語: Canadian sunset）は、1956年に全米チャート2位を獲得したジャズ・ピアニストのエディ・ヘイウッドの作品。ユーゴー・ウィンターハルタ―盤が大ヒットし、のちにノーマン・ギンベルが英詩を書きアンディ・ウィリアムス盤が全米7位を記録した作品。

## 解説
ピアニストのエディ・ヘイウッドはベニー・カーターの楽団などに参加したあとソロで1944年「ビギン・ザ・ビギン」をヒットさせた経歴の持ち主。1956年には自作の「ソフト・サマー・ブリーズ」が全米11位を記録している。「カナダの夕陽」ではヘイウッドのソロもフィーチャアされている。
アンディ・ウィリアムスのボーカル盤の他、1961年にはエタ・ジョーンズ盤が全米91位、 1965年にはサウンズ・オーケストラル盤が78位を記録した。

## カバー
ジャズ系のアーティストのカバーが多数存在する。
- サム・クック (1958年)
- エディ・ヘイウッド (1958年)
- アール・グラント (1961年)
- サイ・ゼントナー (1962年)
- ホルスト・ヤンコフスキー (1965年)
- ディーン・マーチン (1965年)
- ロジャー・ウィリアムス (1964年)